# Ghiacciaio Sowers
Il ghiacciaio Sowers (in inglese: Sowers Glacier) è un ghiacciaio vallivo situato sulla costa di Zumberge, nella parte occidentale della Terra di Ellsworth, in Antartide. In particolare, il ghiacciaio, il cui punto più alto si trova a circa 2.600 m s.l.m., si trova sul versante orientale della catena principale della dorsale Sentinella, nelle Montagne di Ellsworth, a sud del ghiacciaio Aster. Da qui, esso fluisce verso est lungo il versante orientale del massiccio Craddock, in particolare del monte Rutford, fiancheggiando il lato settentrionale del picco Sanchez e  del picco Stolnik, fino a unire il proprio flusso a quello del ghiacciaio Thomas, a nord del monte Osborne.

## Storia
Il ghiacciaio Sowers è stato così battezzato dal Comitato consultivo dei nomi antartici nel 2006 in onore di Todd A. Sowers, del dipartimento di geoscienze dell'Università statale della Pennsylvania, che dal 1991 al 2006 ha compiuto ricerche per conto del Programma Antartico degli Stati Uniti d'America inerenti ai cambiamenti climatici, studiando gli isotopi dei gas atmosferici, inclusi i gas serra, rinvenuti nelle carote di ghiaccio antartico.